# 椎本邦一
椎本 邦一（しいもと くにひと、1958年5月1日 - ）は、日本のスカウト、元サッカー選手・指導者。鹿島アントラーズFCスカウト担当部長。東京都出身。
サッカー選手としての現役時代のポジションはディフェンダー（DF）。駒澤大学から日本サッカーリーグの住友金属でプレーし、30歳のときに引退した。
その後は住友金属でコーチを務めていたが、同部が日本プロサッカーリーグ（Jリーグ）の鹿島アントラーズになったことに伴い、ユースのコーチ、監督に就任した。監督を務めたのち、同クラブ強化部にスカウト専門の人物がいなかったことから、1994年12月よりスカウト担当となる。
スカウトとして初めて担当した選手は平瀬智行、池内友彦、柳沢敦。鹿島一筋でスカウトを担当し続け、2018年5月に還暦を迎えた時点では大卒15名、高卒32名をクラブに加入させた。中田浩二、小笠原満男、本山雅志、曽ヶ端準、大迫勇也、柴崎岳、昌子源、植田直通などといったサッカー日本代表メンバーにもなった選手のスカウトを担当したほか、昌子、安部裕葵などといった鹿島入り前は無名に近かった選手も発掘し、名スカウトと評される。